# ABC (canção)
"ABC" foi o primeiro single do álbum homônimo, lançado em 1970 pela banda americana Jackson 5. ABC bateu a canção Let It Be dos Beatles nos charts da Billboard Hot 100 em 1970. Ficou em primeiro lugar nos charts de soul por quatro semanas. A música ABC fala de escola; aprender o abcedário.
| Paradas (1970–1971, 2009)     | Melhor posição |
| ----------------------------- | -------------- |
| Belgian Singles Chart         | 24             |
| UK Singles Chart              | 8              |
| Billboard Hot 100             | 1              |
| Paradas (2009)                | Melhor posição |
| Australian ARIA Singles Chart | 43             |
| Irish Singles Chart           | 38             |
| UK Singles Chart              | 50             |